# Darmok
"Darmok" (títol original en anglès "Darmok")  és el segon episodi de la cinquena temporada, de la sèrie de televisió de ciència-ficció estatunidenca Star Trek: La nova generació i el 102è de tota la sèrie. Es va emetre originalment el 30 de setembre de 1991 en redifusió als Estats Units. L'episodi va ser escrit per Joe Menosky. Fou dirigit per Winrich Kolbe.
Ambientada al segle XXIV, la sèrie segueix les aventures de la tripulació de la nau de la Flota Estel·lar de la Federació Enterprise-D sota el comandament del capità Jean-Luc Picard. En aquest episodi, la tripulació de l' "Enterprise" no pot establir una comunicació significativa amb la tripulació d'una nau alienígena, cosa que es resol amb la lluita dels capitans de les naus per defensar-se mútuament d'una bèstia ferotge. Sovint es cita com un dels millors episodis tant de la sèrie "La nova generació" com de tota la família de sèries de televisió "Star Trek".
L'espècie alienígena introduïda en aquest episodi és coneguda per parlar en al·legoria, com ara "Temba, amb els braços oberts", que són indescifrables per al traductor universal que normalment s'utilitza a la sèrie de televisió per permetre la comunicació entre diferents idiomes.El capità Picard és segrestat per aquests extraterrestres i abandonat amb un d'ells a la superfície d'un planeta, i ha d'intentar comunicar-se.

## Argument
L' Enterprise estableix contacte amb una nau tamariana en òrbita al voltant del planeta El-Adrel. La Federació havia contactat prèviament amb els tamarians, però no els van poder entendre; tot i que el traductor universal pot traduir les seves paraules, es comuniquen mitjançant breus al·lusions a la seva història i mitologia per transmetre pensaments i intencions. De la mateixa manera, els tamaris no poden entendre l'ús directe del llenguatge del capità Picard.
El capità tamarià, Dathon, s'ha transportat a ell i a Picard a la superfície del planeta. Els tamarians llancen llavors un camp de dispersió que bloqueja l'ús posterior del transportador. Dathon pronuncia la frase "Darmok i Jalad a Tanagra" i llença una daga a Picard; Picard confon les intencions de Dathon, creient que vol una lluita a mort. L'endemà al matí, Dathon arriba corrent i Picard s'adona que hi ha un depredador hostil a la zona. Picard comença a entendre la parla dels tamarians quan reconeix una al·legoria com a tàctica per lluitar contra la bèstia. Els dos intenten lluitar contra la bèstia junts, però l'intent fallit de l' Enterprise de teletransportar en Picard li impedeix participar en un moment crucial. Dathon està greument ferit.
A l'Enterprise, el primer oficial Riker i la tripulació tenen dificultats per entendre l'idioma dels extraterrestres. Fan diversos intents per rescatar el capità, tots frustrats pels tamarians. Mentre cura les ferides de Dathon, Picard dedueix lentament que Darmok i Jalad eren guerrers que es van conèixer a l'illa de Tanagra i es van veure obligats a unir-se contra una bèstia perillosa, convertint-se en amics en el procés. Dathon va intentar recrear aquest esdeveniment amb Picard, amb l'esperança de forjar una amistat a través de l'adversitat compartida. Picard relata per a Dathon l'«Epopeia de Guilgameix», una història que és paral·lela a l'al·legoria de Darmok i Jalad. Dathon sembla entendre la història però sucumbeix a les seves ferides.
L' "Enterprise" dispara contra la nau tamariana, desactivant el camp de dispersió, i teletransporta Picard. Comença una batalla, però just quan la destrucció de l' "Enterprise" sembla imminent, Picard entra al pont i utilitza els seus nous coneixements per comunicar-se amb els tamarians, que estan encantats amb el desenvolupament. Picard els ofereix el diari i la daga de Dathon després d'explicar-los el sacrifici del seu capità. Els tamarians li diuen que guardi la daga en record de Dathon, i registren l'incident com a "Picard i Dathon a El-Adrel", una nova frase en el seu idioma.
Més tard, Picard llegeix els Himnes homèrics, i explica a Riker que estudiar la seva pròpia mitologia els pot ajudar a relacionar-se amb els tamarians. Es lamenta que Dathon s'hagi sacrificat amb l'esperança de comunicar-se i es pregunta si ell hauria fet el mateix.

## Repartiment i doblatge al català
La sèrie va ser doblada al català pels estudis Tramontana (primera part) i Soundtrack (segona part) i emesa a TV3 l’any 1991. Els dobladors de l'episodi foren:
| Personatge           | Actor/actriu    | Veu en català      |
| -------------------- | --------------- | ------------------ |
| Jean-Luc Picard      | Patrick Stewart | Joan Crosas        |
| William Riker        | Jonathan Frakes | Antoni Forteza     |
| Data                 | Brent Spinner   | Joaquim Sota       |
| Geordi La Forge      | LeVar Burton    | Aleix Estadella    |
| Worf                 | Michael Dorn    | Enric Arquimbau    |
| Beverly Crusher      | Gates McFadden  | Aurora Garcia      |
| Deanna Troi          | Marina Sirtis   | Victòria Pagès     |
| Capità Dathon        | Paul Winfield   | Pepe Antequera     |
| Alferes Robin Lefler | Ashley Judd     | Maria Josep Guasch |
| Miles O'Brien        | Colm Meaney     | Miquel Bonet       |
| Oficial tamarià      | Richard Allen   | Francesc Figuerola |

## Producció
Aquest episodi va tenir el període de gestació més llarg de qualsevol episodi de TNG durant el mandat de Michael Piller, trigant uns dos anys a arribar a la pantalla. Rick Berman odiava la premissa, però Piller la va trobar interessant i es va decidir a fer-lao funcionar. Piller la va donar a l'escriptor Joe Menosky, que va completar el guió i va centrar la història en la idea de dos líders que intenten comunicar-se, així com utilitzar l'Epopeia de Guilgameix com a recurs argumental.
El rodatge principal de "Darmok" va tenir lloc del 18 al 26 de juliol de 1991 als escenaris 8, 9 i 16 de la Paramount, així com a la ubicació de Bronson Canyon. Un dia addicional va ser el 8 d'agost perquè la unitat de pantalla blava filmés les escenes de les criatures amb l'acròbata Rex Pierson a l'escenari 9 de la Paramount. La segona unitat d'aquest episodi es va filmar el 26 d'agost als escenaris 9 i 16 de la Paramount. Quan la producció del següent episodi, "L'alferes Ro", va tornar a la ubicació de Bronson Canyon el 5 d'agost, es va filmar una altra seqüència per a "Darmok" amb Pierson i els dobles de fotos Ron Large i Lanier Edwards. La fotodoble Dana Vitatoe va filmar plans addicionals de la segona unitat el 28 d'agost a la Paramount Stage 9.

### Càsting
L'episodi presenta Paul Winfield com a Dathon, que anteriorment va interpretar el capità Terrell a Star Trek 2: La còlera del Khan, i Ashley Judd en el seu debut com a actriu. La llista de convocatòries del 18 de juliol incloïa una "actriu no seleccionada" en el paper del tinent Larson; a l'episodi final, aquest paper va passar a ser el de Robin Lefler, interpretat per Judd. Més tard va tornar a interpretar aquest personatge a "El joc".

## En altres mitjans
Un tamarià apareix a Star Trek: Lower Decks amb un personatge habitual que apareix com a membre de la tripulació de l'USS Cerritos, el tinent Kayshon (veu de Carl Tart). Es mostra Kayshon aprenent i utilitzant l'Estàndard de la Federació, així com la llengua tamariana.

## Ús del llenguatge tamarià
La llengua tamariana i les seves implicacions socials, tal com es retraten a l'episodi, han rebut una atenció considerable, tant per part dels fans de la sèrie com també dels mitjans de comunicació convencionals.
La majoria de les trames de Star Trek feien servir un traductor universal per evitar problemes d'idioma, però aquí va fallar, generant conflictes. L'episodi descriu un llenguatge basat en metàfores i al·legories, en què els tamarians citen incidents de la seva història cultural per comunicar les emocions que senten, les seves percepcions de les situacions i els seus desitjos i opinions sobre les accions. Per exemple, el capità tamarià Dathon utilitza l'expressió "Temba, amb els braços oberts" per indicar la seva intenció de donar un objecte a Picard, i el seu motiu de generositat i amabilitat, fent referència a un esdeveniment de la història de Tamaria que implica un tamarià, Temba. De la mateixa manera, les expressions "Darmok a l'oceà, Darmok i Jalad a Tanagra, Darmok i Jalad a l'oceà" transmeten la sensació de dues persones oposades, que arriben per separat a un lloc aïllat i, obligades a cooperar quan s'enfronten a una bèstia ferotge, marxen juntes com a amigues. L'expressió transmet les seves intencions i propòsit en exigir a la seva tripulació que el transportin a ell i a Picard al planeta (on també hi ha una criatura perillosa) i els aïllin junts. Al final de l'episodi, la seva tripulació llegeix el seu diari i apareix una nova frase: "Picard i Dathon a El-Adrel".
En examinar aquesta estructura com a base del llenguatge, Ian Bogost va escriure a The Atlantic que el llenguatge havia estat criticat per no ser adequat per al diàleg tècnic d'una raça espacial avançada ("doneu-me la clau anglesa de ¾ de polzada"), o com a metàfora o imatgeria. En la seva anàlisi, es representa "alguna cosa molt més estranya", ja que el llenguatge tal com es representa es descriu com a "imatgeria", "metàfora" o "simbòlica", i sembla per evitar qualsevol distinció entre un objecte (o esdeveniment) i la seva representació figurativa.
Bogost suggereix al·legoria com un terme millor, perquè en l'al·legoria, els esdeveniments són "substituïts" per altres en lloc de simplement referir-se a altres esdeveniments. Assenyalant que el filòsof del segle XX Walter Benjamin va criticar aquest ús de l'al·legoria com a defectuós i perjudicial (substitueix les preocupacions reals per una mena de mitologia fetitxitzada), va comentar que la resposta a aquests punts es trobava en un altre lloc. Segons Bogost, el llenguatge tamarià retratat no és ni imatgeria ni al·legoria, tot i que pot assumir aquests papers. La seva estructura més profunda és una abstracció, una forma de lògica. No cal demanar explícitament una clau anglesa, perquè la referència suggereix què s'ha de fer, així com com els implicats han d'organitzar i executar les tasques implicades. Suggereix que el millor terme per descriure aquest llenguatge és que instancia l'estratègia i la lògica, i tots els implicats poden percebre com seguir-la amb una comprensió compartida. Comenta que, en aquest sentit, el terme "Sim City" representaria i evocaria tot un procés i una estratègia per crear les simulacions dins d'aquest joc, i que:
"Si pretenem que 'Shaka, quan els murs van caure' és un significant, aleshores el seu significat no és el personatge mitològic fictici Shaka, ni el mite que conté la calamitat que va causar la caiguda dels murs, sinó la lògica per la qual es va produir la situació en si. El llenguatge tamarià no és realment llenguatge, sinó maquinària.»
La llengua dels tamarians s'ha comparat amb l'ús modern dels mem d'Internet i les imatge macro.
L'article Darmok and Jalad on the Internet de Kristina Šekrst es basa en la idea i compara la llengua tamariana amb la teoria de les metàfores de Lakoff i Mark Johnson de Metaphors We Live By i Women, Fire, and Dangerous Things. Explora com la confiança tamariana en les referències mitològiques i històriques reflecteix el concepte de lingüística cognitiva que les metàfores no són només eines lingüístiques sinó fonamentals per al pensament humà. En fonamentar la comunicació en narratives culturals compartides, la llengua tamariana exemplifica com la metàfora dóna forma no sols a l'expressió sinó també als marcs conceptuals a través dels quals els individus i les societats entenen el món. Šekrst destaca la importància d'aquestes idees per il·lustrar com opera la metàfora tant en llenguatges humans com especulatius, oferint un exemple del poder de la metàfora per connectar o dificultar la comprensió.
Šekrst estén aquesta anàlisi per considerar les implicacions de la comunicació metafòrica en el processament del llenguatge natural (PNL). Ella argumenta que, de la mateixa manera que la llengua tamariana, les llengües humanes depenen en gran manera d'estructures metafòriques, que presenten reptes únics per als models computacionals. A partir dels avenços recents en la PNL, l'article analitza les limitacions dels sistemes d'IA per comprendre els matisos culturals i contextuals de la metàfora, i subratlla la importància dels enfocaments interdisciplinaris per comprendre tant la cognició humana com l'artificial.
El llibre Hailing frequencies open: Communication in Star Trek: The Next Generation de Thomas D. Parham, III diu que a "Darmok", l'episodi se centrava en l'epistemologia mitjançant interaccions interpersonals. Van descobrir que diversos altres episodis de la sèrie utilitzaven interaccions interpersonals per explorar conceptes.
Elizabeth Kim et al. van comparar la llengua tamariana amb la dificultat de comunicar-se amb un pacient autista de 19 anys.
Es va emprar una traducció d'aprenentatge automàtic de Peter Jansen per a la traducció de l'anglès al tamarià, reunint un diccionari tamarià-anglès d'enunciats de l'episodi original i diverses novel·les posteriors, així com un sistema de traducció automàtica per a aquest parell d'idiomes.

## Recepció
Zack Handlen de The A.V. Club li va donar una nota de "A", i tot i que troba improbable el concepte central, diu que "l'episodi està sustentat per actuacions fantàstiques, especialment de Stewart i Winfield". n la seva revisió del 2012, Keith DeCandido de Tor.com va qualificar l'episodi amb un nou sobre deu.
El llibre de 1999 The Music of Star Trek descriu la partitura del compositor Jay Chattaway com un "suport dramàtic memorable" a "Darmok" i altres episodis en què havia treballat.
"Darmok" es considera generalment un dels millors episodis de Star Trek, així com una de les millors interpretacions de Patrick Stewart com a capità Picard. El 2016, The Washington Post va classificar "Darmok" com el segon millor episodi de totes les sèries de televisió de Star Trek. Io9 el va classificar com el cinquè millor episodi de tots els Star Trek el 2011 i de nou el 2014. El 2016, Empire el va classificar en sisè lloc de tots els episodis de Star Trek. El 2016, Vox el va classificar com un dels 25 episodis essencials de tots els de Star Trek. El 2019, The Hollywood Reporter va incloure "Darmok" entre els vint-i-cinc millors episodis de Star Trek: La nova generació.
El 2013, The Guardian va recomanar aquest episodi com un dels sis "exemples d'una versió més intel·ligent de Star Trek", de tots els episodis de la franquícia fins aleshores. Van comentar que era un "episodi bellament executat".
El 2014, Ars Technica va desencadenar una controvèrsia en línia quan un membre del personal va dir que era un "mal episodi"; en la discussió posterior van assenyalar que, en general, no sols es considera un bon episodi, sinó també un de gran.
El 2015, Geek.com va qualificar "Darmok" com el cinquè millor moment de "Star Trek".
El 2016, IGN va classificar "Darmok" com el 19è millor episodi de totes les sèries de Star Trek. Anomenen aquest una de les "millors hores de Picard" mentre intenta comunicar-se amb un extraterrestre que, tot i entendre les paraules (vegeu traductor universal), no entén el significat. Queden atrapats junts en un planeta alienígena mentre estan amenaçats, i Picard finalment s'adona que parlen en metàfores. Un gran avenç comunicatiu arriba quan relaciona la seva situació amb la descripció de l'alienígena "Darmok i Jalad – a Tanagra".
El 2016, Radio Times va classificar la interacció entre Picard i Dathon a Star Trek com el 20è millor moment de tot Star Trek.
El 2017, Screen Rant va classificar "Darmok" com el tercer episodi més optimista i esperançador de tots els episodis de Star Trek fins aleshores. També van classificar els tamarians, l'espècie alienígena que apareix en aquest episodi, com els cinquens extraterrestres més estranys de Star Trek. Comenten que la Flota Estel·lar té dificultats per comunicar-se amb ells a causa d'una fallada de la seva tecnologia, el traductor universal.
El 2017, Nerdist va classificar "Darmok" com el cinquè millor episodi de Star Trek: La nova generació.
El 2017, Den of Geek va classificar aquest episodi com un dels 25 millors episodis "imprescindibles" de Star Trek: La nova generació. També el van classificar com un dels deu episodis més innovadors d'aquesta sèrie. Assenyalen com Picard ha de superar el fracàs de la tecnologia del traductor universal per comunicar-se amb una cultura alienígena. Observen com es comuniquen aquests extraterrestres mitjançant històries.
El 2018, Tom's Guide va classificar "Darmok" com un dels 15 millors episodis amb Picard.
El 2018, Entertainment Weekly va classificar "Darmok" com un dels deu millors moments de Picard. El 2018, Popular Mechanics va destacar "Darmok" com un dels dotze millors episodis de Picard, i com a visionat recomanat perquè el públic es prepari per a una nova sèrie de televisió basada en aquest personatge, Star Trek: Picard.
El 2020, Primetimer va classificar aquest com un dels deu millors episodis de Picard.
El 2020, Screen Rant va classificar "Darmok" com el tercer millor episodi de la sèrie, destacant la seva visió única però excel·lent del contacte entre cultures alienígenes, ja que Picard ha de fer front al fracàs de la tecnologia de traductor universal de Star Trek. Assenyalen que l'episodi presenta una confrontació "angoixant", que presenta algunes situacions tenses mentre lluiten per comunicar-se.
El 2020, The Digital Fix va dir que aquest era el setè millor episodi de Star Trek: La nova generació.
El 2021, Cinemablend va classificar aquest com un dels deu millors episodis de TNG.
Un personatge introduït en aquest episodi, Robin Lefler (interpretat per Ashley Judd), va ser classificat com el 71è personatge més important de la Flota Estel·lar dins de l'univers de ciència-ficció Star Trek. TV Guide va llistar el paper d'actriu de Judd com a alferes Robin Lefler com un dels 28 papers d'actor convidat sorprenents a Star Trek, assenyalant que apareix en aquest episodi "Darmok" i també a "El joc". També es menciona el futur romanç entre Robin i el personatge de Wesley.
El 2021, Robert Vaux, escrivint per a CBR, va dir que Paul Winfield va ser un coprotagonista "fantàstic" per a Stewart, i va destacar aquest episodi entre un trio d'episodis de la cinquena temporada (juntament amb "La parella perfecta" i "La llum interior") en què realment va brillar.

## Llançament
L'episodi es va estrenar als Estats Units el 5 de novembre de 2002, com a part del conjunt de DVD de la temporada 5 de "Star Trek: La nova generació". El primer llançament en Blu-ray va ser als Estats Units el 18 de novembre de 2013, seguit del Regne Unit l'endemà.